# Condado de Pottawattamie
O Condado de Pottawattamie é um dos 99 condados do estado norte-americano do Iowa. A sede do condado é Council Bluffs, que é também a sua maior cidade. O condado tem uma área de 2461 km² (dos quais 15 km² estão cobertos por água), uma população de 93 158 habitantes, e uma densidade populacional de 38 hab/km² (segundo o censo nacional de 2010). O condado foi fundado em 1848 e o seu nome provém da tribo ameríndia Potawatomi.